# Polypedilum digitulum
Polypedilum digitulum är en tvåvingeart som beskrevs av Freeman 1959. Polypedilum digitulum ingår i släktet Polypedilum och familjen fjädermyggor. Inga underarter finns listade i Catalogue of Life.